# Alvito da Beira
Alvito da Beira is een plaats (freguesia) in de Portugese gemeente Proença-a-Nova en telt 436 inwoners (2001).

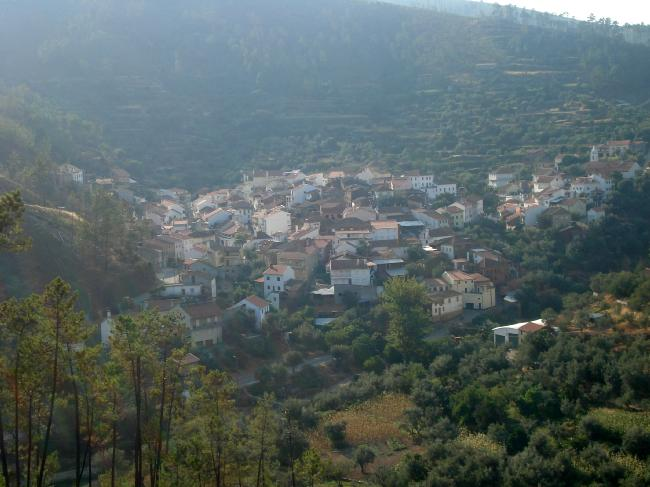
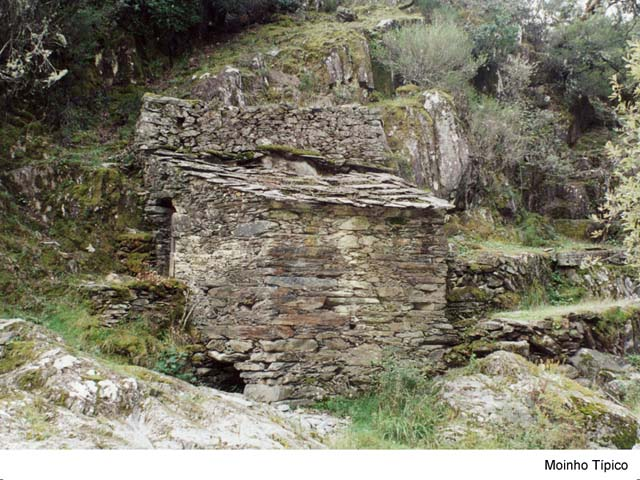
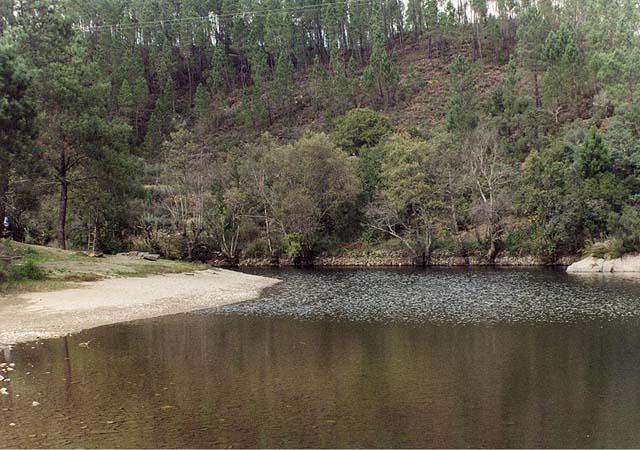